# Jan Van Beers (Dichter)

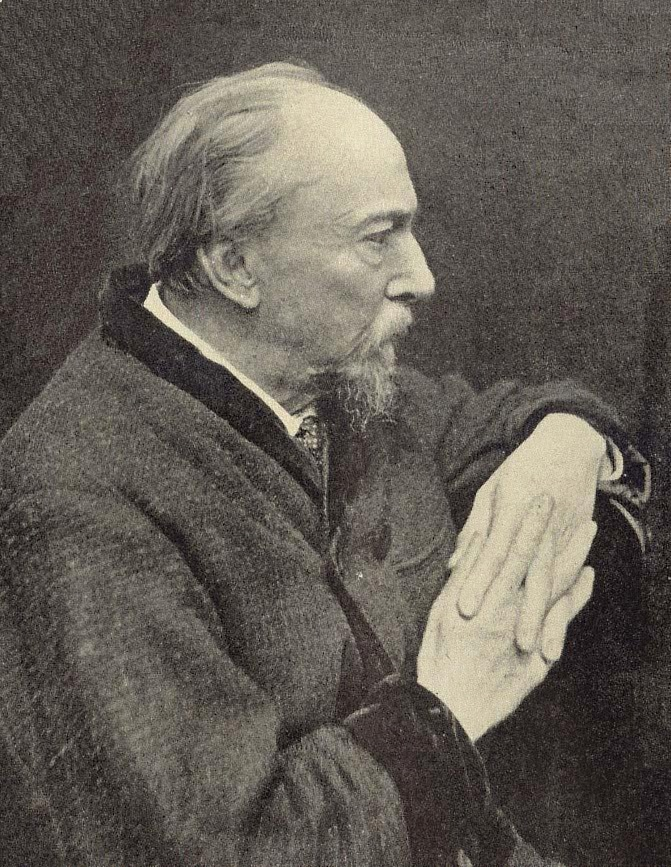
Jan Van Beers, 1887

 Jan Van Beers (* 22. Februar 1821 in Antwerpen; † 14. November 1888 ebenda) war ein flämischer Dichter. Er war der Vater des Malers Jan Van Beers (1852–1927).
Van Beers arbeitete als Lehrer für niederländische Sprache an Schulen in Mechelen und Lier sowie an einem Athenaeum (Gymnasium) in Antwerpen. Zudem verfasste er eine niederländische Grammatik (1852).
Die Königliche Akademie von Belgien nahm ihn 1885 als korrespondierendes Mitglied auf.

## Bibliografie
- 1846: Graef Jan van Chimay, eene geschiedenis uit de XVe eeuw
- 1849: Frans de Hakkelaar
- 1851: Bij den dood van Hare Majesteit de Koningin
- 1853: Jongelingsdroomen
- 1854: De Blinde
- 1855: Blik door een Venster
- 1855: Zijn Zwanenzang
- 1856: Lijkkrans voor Tollens
- 1857: Bij de 25e verjaring van 's Konings inhuldiging
- 1858: Levensbeelden
- 1859: De Stoomwagen
- 1859: Martha de Zinnelooze
- 1860: Jacob van Maerlant
- 1869: Gevoel en leven
- 1879: Jan van Beers' gedichten, volksuitgave
- 1883: Een Droom van 't Paradijs
- 1884: Rijzende blaren, Poëzie, met penteekeningen van Jan van Beers zoon
- 1884: Jan van Beers' gedichten, volksuitgave
- 1885: De oorlog, in de orkestpartituur van Peter Benoit
- 1885: Feestzang bij het openen der Wereld-tentoonstelling